# Jens Podevijn
Jens Podevijn (18 luglio 1989) è un ex calciatore belga, di ruolo centrocampista.

## Carriera
Nella stagione 2012-2013 ha giocato 17 partite in Eredivisie con il Willem II.

## Palmarès

### Club

#### Competizioni nazionali
- Eerste Divisie: 1

Willem II: 2013-2014